# Championnats du monde de tir à l'arc 1937
Navigation
Édition précédente Édition suivante
Les championnats du monde de tir à l'arc 1937 sont une compétition sportive de tir à l'arc organisés en 1937 à Paris, en France. Il s'agit de la septième édition des championnats du monde de tir à l'arc.